# Osmar Leguizamón
Osmar Leguizamón Pavón (Concepción, 11 maggio 1994) è un calciatore paraguaiano, attaccante del Dep. Santaní.

## Caratteristiche tecniche
È un'ala destra.

## Carriera
Cresciuto nelle giovanili dell'Olimpia, ha esordito il 15 dicembre 2012 in occasione del match di campionato perso 4-1 contro lo Sp. Carapeguá.

## Statistiche

### Presenze e reti nei club
Statistiche aggiornate al 20 Agosto 2018.
| Stagione        | Squadra           | Campionato      | Campionato | Campionato | Coppe nazionali | Coppe nazionali | Coppe nazionali | Coppe continentali | Coppe continentali | Coppe continentali | Altre coppe | Altre coppe | Altre coppe | Totale | Totale | Totale |
| Stagione        | Squadra           | Comp            | Pres       | Reti       | Comp            | Pres            | Reti            | Comp               | Pres               | Reti               | Comp        | Pres        | Reti        | Pres   | Reti   |        |
| --------------- | ----------------- | --------------- | ---------- | ---------- | --------------- | --------------- | --------------- | ------------------ | ------------------ | ------------------ | ----------- | ----------- | ----------- | ------ | ------ | ------ |
| 2012            | Olimpia           | PD              | 1          | 0          |                 | -               | -               |                    | -                  | -                  |             | -           | -           | 1      | 0      |        |
| 2013            | Olimpia           | PD              | 0          | 0          |                 | -               | -               |                    | -                  | -                  |             | -           | -           | 0      | 0      |        |
| 2014            | Olimpia           | PD              | 6          | 1          |                 | -               | -               |                    | -                  | -                  |             | -           | -           | 6      | 1      |        |
| 2015            | Olimpia           | PD              | 0          | 0          |                 | -               | -               |                    | -                  | -                  |             | -           | -           | 0      | 0      |        |
| 2016            | General Caballero | PD              | 32         | 18         |                 | -               | -               |                    | -                  | -                  |             | -           | -           | 32     | 18     |        |
| 2017            | Rubio Ñu          | PD              | 6          | 0          |                 | -               | -               |                    | -                  | -                  |             | -           | -           | 6      | 0      |        |
| 2017            | Sp. Luqueño       | PD              | 15         | 3          |                 | -               | -               |                    | -                  | -                  |             | -           | -           | 15     | 3      |        |
| 2018            | Sp. Luqueño       | PD              | 21         | 5          |                 | -               | -               | CS                 | 2                  | 0                  |             | -           | -           | 23     | 5      |        |
| 2018-2019       | Godoy Cruz        | PD              | 1          | 0          | CA              | 0               | 0               |                    | -                  | -                  |             | -           | -           | 1      | 0      |        |
| Totale carriera | Totale carriera   | Totale carriera | 82         | 27         |                 | 0               | 0               |                    | 2                  | 0                  |             | -           | -           | 84     | 27     |        |